# 里東白
里 東白（り とうはく、男性、正徳5年（1715年） – 安永9年（1780年））は、江戸時代の延享・宝暦年間に活躍した日本の篆刻家である。
本姓は里見氏。中国風に里と修した。 号は東白のほかに雛鳴菴がある。 泉南の人。安永4年（1775年）版の浪華郷友録に作印名家として掲載されて篆刻史において新興蒙所の流れを汲む初期浪華派のひとりに数えられる。

## 印譜
- 『弄鉄技淵』延享3年（1746年）
- 『駒陰戯削』宝暦3年（1753年）
- 『印変』宝暦3年（1753年）
- 『千字文印譜』宝暦7年（1757年）
- 『金玉印譜』明和4年（1767年）　序文：永井温（別名『唐詩印譜』）